# Charlemagne (kráter)
Charlemagne je kráter na Saturnově měsíci Iapetus ležící v severní oblasti Roncevaux Terra. Nomenklatura kráterů na Iapetu čerpá z francouzských chansons de geste, tento je tak pojmenován podle franského krále Karla Velikého (Charlemagne je francouzsky Karel Veliký), který se svou armádou včetně rytíře Rolanda bojoval ve jménu křesťanství ve Španělsku proti Saracénům, jak je popsáno v Písni o Rolandovi. Název tohoto a dalších kráterů na Iapetu byl schválen Mezinárodní astronomickou unií v roce 1982 na základě snímků z americké kosmické sondy Voyager 2.
Charlemagne má průměr 95 km. Jeho střední souřadnice na měsíci jsou 55°00′ S a 258°48′ Z. Západně leží menší kráter Almeric, jihozápadně obdobně velký kráter Ogier. 